# Assues, Fitne und Sumurud
Assues, Fitne und Sumurud, Ein Trauerspiel ist ein literarisches Werk des neoromantischen Schriftstellers, Auto- und Flugzeugkonstrukteurs und Kosmopoliten Karl Gustav Vollmoeller. Erschienen ist das Buch 1904 im S. Fischer-Verlag.
Die Uraufführung fand am 28. Oktober 1922 unter der Regie von Intendant Ernst Hardt in Weimar statt.

## Zur Entstehung des Werks
Die Inspiration zur Handlung entnahm Vollmoeller, wie er 1909 in einem offenen Leserbrief an die Redaktion der Zeitschrift Das Literarische Echo ausführt, teilweise der Lektüre von Tausendundeine Nacht, Arabische Erzählungen. Allerdings gibt es in der von Vollmoeller benutzten ersten vollständigen Sammlung keine Erzählung, die genau den Stoff für seinen „Assues“ hergibt.
In „Assues, Fitne und Sumurud“ arbeitet Vollmoeller sein Verhältnis zur Lieblingsschwester Mathilde Vollmoeller-Purrmann auf, wie das zu seinem Vater Robert Vollmöller. Es ist, nach der Trauer um die 1894 verstorbene Mutter und der Ablösung von dieser, die er über sein Theaterstück Catherina – Gräfin von Armagnac anging; der Suche nach seiner Mission, seiner Aufgabe, mit der er sich über seinen Gedichtzyklus Parcival – Die frühen Gärten auseinandersetzte, seine zweite Abnabelung von der Familie; dieses Mal über die Person seiner Schwester, Vertrauten, ‚Ersatzmutter’ und ‚ideellen’ Geliebten.
Interessanterweise zieht sich der Entstehungs- wie Ablösungsprozess über fünf Jahre hin (1898–1903) – und erst, als dieser abgeschlossen und Vollmoeller innerlich frei ist, kann er sich einer anderen Frau zuwenden: seiner personifizierten ‚Madonna’; seiner abergöttisch geliebten und verehrten Ehefrau Norina Gilli = Maria Carmi.
Ursprünglich wollte Vollmoeller mit seinem „Assues“ in der Tat, aus überwiegend literarischem Interesse, Motive aus ‚Tausendundeinernacht’ aufgreifen und bearbeiten, änderte jedoch während der fünfjährigen Arbeit am Werk seine Pläne.
Während eines Aufenthalts in Paris, hatte ihn am 21. Januar 1898 eine Premiere am Théâtre de la Renaissance (1838 von Victor Hugo und Alexandre Dumas gegründet) mit Sarah Bernhardt in der Hauptrolle hell begeistert und in seinen Bann gezogen: „La città morta“ („Die tote Stadt“) von Gabriele D’Annunzio in der französischen Übersetzung von Georges Herelle. Keine acht Wochen nachdem er der Premiere des Stückes beigewohnt hatte, begann Vollmoeller, mittlerweile gemeinsam mit Max Dauthendey in Griechenland auf Reisen, mit der Arbeit an „Assues, Fitne und Sumurud“.
Vollmoeller schwebte zu Beginn seiner Arbeit, ab 1898, sowohl inhaltlich als auch sprachlich ein anderes Konzept für sein Trauerspiel genanntes Theaterstück vor, als es das fertige Stück enthält. Dies ist der Tatsache geschuldet, dass im Laufe der Jahre, in denen Vollmoeller an dem Stück arbeitete (bis Ende 1903), sein Fokus weg von einer konstruierten Handlung mit erfundenen Figuren, wie sie für den Symbolismus im Sinne der verwandten Sprache verbindlich gewesen wäre, sich hin zu einer von autobiographischen Elementen durchmischten Handlung mit einem dramatischen Personal entwickelte, dessen drei Protagonisten (Assues, Fitne, Sumurud) deutliche Merkmale und Züge von Karl und Mathilde Vollmoeller sowie Norina Gilli tragen.
Dies bestätigt der Vergleich der endgültigen, gedruckten Fassung von 1904, mit den vorab in den Blätter für die Kunst veröffentlichten Teilauszügen, etwa den Gedichten „Lied des Fischers“(1899) und „Summurrud“(1899). Die vorab veröffentlichten Texte tauchen in der endgültigen Buch- und Theaterversion nicht mehr auf.

## Werksrezeption
Die zeitgenössische Theaterkritik sowie das Theaterpublikum biss sich an der etwas verworren wirkenden Handlung fest, was Vollmoellers Bestreben geschuldet war, die autobiografischen Bezüge so gut als möglich zu verschleiern. Schließlich konnte und wollte er weder die eigene Schwester noch seine Verlobte, die kurz darauf seine Frau wurde, bloßstellen.

„Das Trauerspiel ‚Assüs Fitne und Sumurud‘ ist in Einzelheiten, in Rausch und Zauber der Stimmungen oft tiefer und schöner als der Erstling, aber in den Vorgängen so dunkel und verworren, dass man nur ratend und tastend den Weg durch die Ereignisse findet und selbst am Schlusse nicht weiss, ob dieser Weg der richtige gewesen ist. Das Leitmotiv Vollmoellers: die wahrhaft Liebenden sterben an der Liebe, beherrscht auch dieses Drama, … schwanken die Gestalten zwischen Traum und Wirklichkeit. Ja manchmal weiss man nicht, ob man es mit einem Menschen oder mit einem Gespenst zu tun hat. … Assüs ist als Fitnes Bruder aufgewachsen, aber er ist nicht ihr Bruder, sondern ein Findling aus königlichem Blute. Und Fitne liebt ihn nicht schwesterlich, sondern wie eine Braut den Bräutigam und die beiden sollen …  an dem Tage verlobt werden, da Assüs von seinem Ziehvater, dem Kaufmann Tighmus, über seine Herkunft aufgeklärt wird. Am selben Tag aber verliebt sich Assüs in eine märchenhafte Sängerin Sumurud, die im Königspalaste lebt und um deretwillen der Räuber Karkar die Stadt belagert. Schweigend in wunderbarer Hingabe verzichtet Fitne auf ihre Liebe und hilft Assüs in seinem kühnen Unterfangen sich Sumurud zu nähern.“

„Sein jüngeres Werk, ‚Assüs, Fitne und Sumurrud‘ (S. Fischer, Verlag) hat Teile von großem Schwunge und seltener Schönheit, rührende Szenen und ergreifende Stellen, ist in jeder Beziehung reifer als die ‚Katharina von Armagnac‘ … Bei diesem Dichter hat wieder die große Passion das Wort, aber nicht jene Leidenschaft, aus der die Tragödie geboren wird, sondern jene Leidensfähigkeit stark empfindender Menschen, die von ihren Gefühlen wie im Traume geleitet werden, die nicht handeln, sondern mit denen etwas geschieht, deren Leidenschaftlichkeit fatalistisch, d. h. also nicht dramatisch, d. h. geradezu undramatisch wirkt. ‚Assüs, Fitne und Sumurrud‘ ist seinem Stoffkreise nach den Märchen von ‚Tausendundeiner Nacht‘ entnommen. … Zuletzt verlieren sich in ‚Assüs‘ … Handlung und Charakter in Willkürlichkeiten, versinken die Werke bei allem Glanz in tiefe Ohnmacht und ziehen wie eine Fata Morgana an uns vorüber. Wir waren einen Augenblick geblendet, dann reiben mir uns die Augen. Was war’s?“

„‚Assüs Fitne und Sumurud, ein Trauerspiel‘ kam 1904 heraus. Titel und Inhalt des letzteren Stücks haben gleicherweise etwas Seltsames, Weithergeholtes, Exotisches. Schauplatz der Handlung ist eine Stadt des Orients. Die Sprache ist voll Prunk, die Szenen sind voll bunter Farbenpracht, und eine bange, schwüle Stimmung liegt über dem Ganzen, das in vielem an Maeterlinck, in anderem wieder an d’Annunzio erinnert. Es ist reife Kunst, die Vollmöller uns bietet, fast ist sie allzureif … Diese Kunst ist mehr Spiel als Leben… Das berechtigt zu der Überzeugung, daß der Dichter die Fähigkeit besäße … zu gestalten, was im Tiefinnersten uns Menschen von heute und morgen bedrängt und quält, beseligt und beglückt.“

„Wie faszinierend er den Zeitgenossen erscheint, beweist am deutlichsten Persönlichkeit und Werk des Schwaben Karl Gustav Vollmoeller (1878–1948), der sich in allen literarischen Traditionen, in der Stoffwahl, im orgiastisch prunkvollen Stil aufs engste an Hofmannsthal anschließt und gleichwohl unmöglich als bloßer Nachahmer angesehen werden kann… So unbestimmt reizvoll dünkt vorläufig auch die Gestalt des Dichters selbst; sie hebt sich von der zeitgenössischen Literatur rätselvoll und imponierend ab wie die Silhouette seines gewaltigen Karkar von dem über der brennenden Kalifenstadt aufdämmernden Morgen.“

„Daß er Tiefen hat. Man gewahrt sie in seinem kindhaft schönen Gedicht von Assüs, Fitne und Smaragd; dort weht Vollmoellers Anmut wie etwas Trauerschlichtes, Verstummendes; wenn etwa Fitne, die Schwester, nur sagt: ‚Ich heiße Jasmin;‘ wenn sie stirbt; wenn sie vorher einmal von Assüs umschlungen wird  … wer das alles schrieb, ist schon ein Dichter.“